# 유라테크
주식회사 유라테크(영어: Yuratech)는 대한민국의 자동차 점화시스템 제조 기업으로,유라의 자회사이다.

## 역사 및 현황
참피온 스파크플러그코리아, 세림공업, 세림테크에서 현재의 사명으로 변경하였다.
주로 현대·기아차, 현대모비스, 한국 GM에 납품하며주요 공급차종은 쏘나타를 비롯 그랜저, 그랜드카니발, 오피러스, 싼타페, 쏘렌토 등이다.